# Prelude Records
Pour les articles homonymes, voir Prélude (homonymie).
Prelude Records est un label discographique indépendant américain, anciennement basé à New York, dans l'État de New York, actif entre 1976 et 1986. En 1978, François Kevorkian devint directeur artistique de Prelude. Le PDG du label était Marvin Schlachter.

## Histoire
Prelude est fondé en 1976, renommé à partir du label britannique Pye Records, qui portait alors le même nom qu'un autre label américain créé en 1974. Le nouveau nom provenait du groupe Prelude qui enregistrait pour Pye à ce moment-là. Au début, le numéro de catalogue de Prelude  était le même que celui de son homologue américain Pye. Puis, le préfixe passa de PYE- à PRL-. Au début, pendant une courte période, ATV Music possédait Prelude.
Alors que le disco commence à s'éteindre, Prelude reste l'un des quelques labels du genre encore debout. En 1981, ils deviennent les pionniers du mastermix avec Kiss Mastermix 2x12 de Shep Pettibone. Après avoir recruté Kevorkian, le label se concentre sur les remixes, qui consistent à modifier légèrement une chanson existante. Disco Circus par Martin Circus (1979) était et est toujours un classique culte, mais ne réussit pas à faire des ventes significatives selon Michael Gomes qui commence à travailler pour Prelude en 1979
Les plus grands tubes de Prelude sont notamment Come to Me de France Joli (1979) et Must Be the Music de Secret Weapon (1981). Après sa fermeture en 1986, le catalogue de Prelude est racheté par Unidisc.